# Болгарский восход
«Болга́рский восхо́д» (болг. Български възход) — болгарская политическая партия, основанная 5 мая 2022 года. Лидер партии — бывший министр обороны Болгарии Стефан Янев. Среди учредителей партии есть также архитектор, министр регионального развития в служебном правительстве Янева в межвыборный период 2021 года Виолета Комитова и ректор пловдивского Университета пищевых технологий Пламен Моллов.
Опубликованный в болгарской газете «Труд» опрос показал, что «Болгарский восход» может получить более 7% голосов, если бы парламентские выборы проводились сейчас. Согласно тому же исследованию, лидер партии Стефан Янев — на третьем месте среди влиятельных политиков по уровню доверия, 34,3% опрошенных сказали, что «скорее доверяют» ему (при этом 49% «скорее не доверяют»).
На выборах 2 октября 2022 года партия набрала 115867 голосов (4,62 %) и получит 13 мандатов — наименьшее количество среди всех партий, преодолевших 4-процентный барьер.
Участвует в выборах 2023 вместе с ВМРО.

## Идеология
Партия считается левоцентристской и обозначена болгарской редакцией «Немецкой волны» как часть «пятой колонны России». Лидер партии Стефан Янев отказался уточнять положение партии на политическом спектре, заявив, что противопоставление «левых» и «правых» осталось в XX веке, сам он называет идеологию партии «национальным консерватизмом».

## Составные части
- Альтернатива за болгарское возрождение
- Союз свободных демократов